# راگنار نورکس
راگنار نورکس Ragnar Nurkse‏ (۵ اکتبر ۱۹۰۷–۶ می ۱۹۵۹) یک اقتصاددان و سیاستگذار اهل کشور استونی بود که بیشتر در زمینه اقتصاد بین‌الملل، مالیه بین‌الملل و توسعه اقتصادی فعالیت می‌کرد.
نورکس از نظریه‌پردازان رشد متعادل اقتصادی است. او مشکل کشورهای در حال گذار را روبرو بودن با پدیده دور باطل فقر می‌داند و بر این باور است که سطح درآمدهای پایین در کشورهای توسعه نیافته، بازتاب بازدهی یا توان تولید در سطح پایین است، که این نیز خود ناشی از کمبود سرمایه می‌باشد و کمبود سرمایه نیز در جایگاه خود معلول محدود بودن ظرفیت پس انداز جامعه است.
- Hans-Heinrich Bass: Ragnar Nurkse's Development Theory: Influences and Perceptions. In: R. Kattel, J. A. Kregel, E. S. Reinert (Hrsg.): Ragnar Nurkse (1907–2007). Classical Development Economics and its Relevance for Today. London: Anthem Press, S. 183–202. (PDF; 94 kB)